# 北关砖塔
北关砖塔，位于山西省临汾市翼城县唐兴镇北关村，是一座圆形实心砖塔，建于清代，高15米，直径2.4米，五级密檐式。
1987年8月20日，北关砖塔公布为翼城县文物保护单位。